# Star Ocean: Till the End of Time
Pour les articles homonymes, voir Star Ocean.
 (octobre 2019).
Si vous disposez d'ouvrages ou d'articles de référence ou si vous connaissez des sites web de qualité traitant du thème abordé ici, merci de compléter l'article en donnant les références utiles à sa vérifiabilité et en les liant à la section « Notes et références ».
Star Ocean: Till the End of Time (スターオーシャン ティルジエンドオブタイム, Sutā Ōshan Tiru ji Endo obu Taimu) est un jeu vidéo de rôle développé par Tri-Ace et édité par Square Enix  en 2003 sur PlayStation 2. C'est le troisième épisode de la série Star Ocean.
La version européenne et américaine du jeu correspond à la version Director's Cut sortie au Japon en janvier 2004.

## Synopsis
En l'an SD 772, La Fédération Pangalactique a déjà exploré un tiers de la galaxie, et poursuit sans relâche ce but.
Une des planètes colonisées, « Hyda IV », dans le secteur « Kappa », est entièrement consacrée aux loisirs, vacances et autres, et accueille énormément de visiteurs et de vacanciers en permanence. Parmi eux se trouvent Fayt Leingod, ses parents, ainsi que son amie d'enfance Sophia Esteed.
Les vacances et la détente sont bientôt interrompues lorsqu'une armada spatiale inconnue attaque la planète, ne laissant du cadre idyllique que des ruines. Fayt est séparé de ses parents durant les manœuvres d'évacuation…

## Système de jeu
Le jeu se découpe en deux phases : 
- Les phases d'exploration où le joueur dirige le personnage de Fayt, seul personnage contrôlable hors des combats, à travers différents lieux comme les villes, les donjons et les excursions où la caméra se place cette fois derrière le personnage ;
- Les phases de combat en temps réel à l'intérieur d'une zone délimitée où se trouve un nombre variable d'ennemis selon les rencontres.

Les monstres sont visibles durant les déplacements et peuvent être évités si on le désire; si le personnage entre en contact avec un monstre sur la carte, le combat s'engage.
Durant les combats, le joueur dirige le personnage qu'il a désigné comme leader en temps réel et les autres personnages sont contrôlés par l'ordinateur mais on peut à tout moment changer de personnage parmi les trois présents lors de la joute, le joueur peut assigner aux deux autres personnages différentes tactiques : en faire des personnages très offensifs, équilibrés, défensifs, fuyards en cas de coup dur ou encore concentrés sur les soins. Au cours des combats, le joueur gère tous les déplacements de son leader qu'il peut faire bouger à loisir et attaquer comme bon lui semble. Les attaques se distinguent en plusieurs catégories : les attaques mineures : rapides mais inefficaces contre les monstres ayant leur barre de furie au maximum, les attaques majeures : plus puissantes que les attaques mineures et pouvant percer la défense d'un monstre ayant un taux de fury au maximum et les attaques spéciales que le joueur assigne à chaque personnage mais qui selon leur sélection peuvent être majeures ou mineures, à longues ou courte portée et consommer plus ou moins de points de vie ou points de magie, en tout le joueur peut sélectionner 6 capacités : quatre actives et deux passives. Le combat se termine lorsque tous les ennemis du terrains sont vaincus, s'ensuit alors le décompte des points d'expérience et les récompenses en objets et argent, toutes ces récompenses peuvent être améliorés avec une barre de bonus qui se remplit à chaque attaque réussie.

## Adaptation
Un manga d'Akira Kenda en sept tomes est édité à partir de 2003 adaptant ce jeu.

## Accueil
Le magazine Joypad lui donne une note de 9/10 et en dit : « On aurait du mal à imaginer périple plus varié, plus dépaysant que celui offert par Star Ocean. » « L'un des meilleurs RPG sur PlayStation 2. »
Le site internet Jeuxvideo.com lui donne une note de 17/20 et en dit : « Un RPG frolant la perfection. »